# Orde de Jordi I
L'Orde de Jordi I era un orde grec, creada el 16 de gener de 1915 pel rei Constantí I nomenada en honor i a la memòria del rei Jordi I, assassinat el 1913. L'orde va ser abolida després de la proclamació de la II República, restablerta el 1935 en tornar a ser instaurada la monarquia, i finalment abolida pel règim militar de setembre de 1973, sent substituïda per l'Orde d'Honor.
Era atorgada a aquells que s'haguessin distingit per causa de la Nació, tant sigui al camp de batalla com a l'administració pública, la literatura i l'art, l'economia nacional, la política, les activitats socials, la ciència o als grec que, treballant fora, hagin incrementat el prestigi de Grècia.
S'instituí una divisió militar el 1921, que lluïa 2 espases creuades darrere de la creu.
Tenia 5 classes: 
- Gran Creu (insígnia en banda i estrella)
- Gran Comandant (insígnia penjant del coll i estrella)
- Comandant (insígnia penjant del coll)
- Creu d'Or de Cavaller (insígnia penjant d'un galó a la solapa)
- Creu de Plata de Cavaller (insígnia penjant d'un galó a la solapa)

## Disseny
La insígnia és una creu llatina d'or (plata per a la 5a classe), coberta d'esmalt blanc, amb una branca de llorer entre els braços de la creu, i suspesa d'una corona. Al centre hi ha un medalló vermell amb el monograma coronat del rei Jordi I, amb la llegenda "IΣXΥΣ MOΥ H AΓAΠH TOΥ ΛAOΥ (transliterat: "Iskys Moy e agape toy laoy"; "l'amor del poble, la meva força"), el lema reial, sobre fons blanc.
El galó de l'orde és vermell fosc, i la branca militar llueix 2 espases creuades.